# Thomas Martin (Fußballspieler)
Thomas Martin (* 10. Januar 1958) ist ein ehemaliger deutscher Fußballspieler.

## Karriere
Thomas Martin spielte mit Kickers Offenbach ab der Saison 1978/79 in der 2. Bundesliga. Er stand im Kader unter Trainer Horst Heese. Martin, der im Mittelfeld eingesetzt wurde, kam als Ergänzungsspieler hinter den Stammkräften Stefan Lottermann, Hermann Bitz und Wolfgang Rothe in seiner ersten Saison auf zehn Einsätze und einen Torerfolg. In den nächsten Jahren wurde er zum Stammspieler und war maßgeblich am Aufstieg in die Bundesliga in der Saison 1982/83 beteiligt.  Martin spielte ein Jahr mit den Kickers in der ersten Liga und absolvierte zwölf Spiele.